# Nadgradljivost
Nadgradljivost je mera za vpliv dodajanja informacijskih sredstev k sistemu na zmogljivost sistema. Višja stopnja nadgradljivosti pomeni, da sistem lažje izvede dodaten obseg dela pri čemer ni pomembno ali je potrebno dodajati dodatna informacijska sredstva ali ne. V primeru dodajanja informacijskih sredstev je dodajanje modernejše in učinkovitejše strojne opreme običajno stroškovno bolj učinkovito kot dodajanje nove programske opreme. Razlog za to je hitro nižanje relativne cene strojne opreme proti ceni človek-ura pisanja programske opreme.